# Gjerstad
Gjerstad is een plaats en een gemeente in de Noorse provincie Agder. De gemeente telde 2484 inwoners in oktober 2013. Gjerstad grenst aan Vestfold og Telemark in het noorden en aan de gemeenten Risør en Vegårshei in het zuiden en oosten. Naast het dorp Gjerstad telt de gemeente nog een andere kern:Eikeland.

## Het dorp Gjerstad

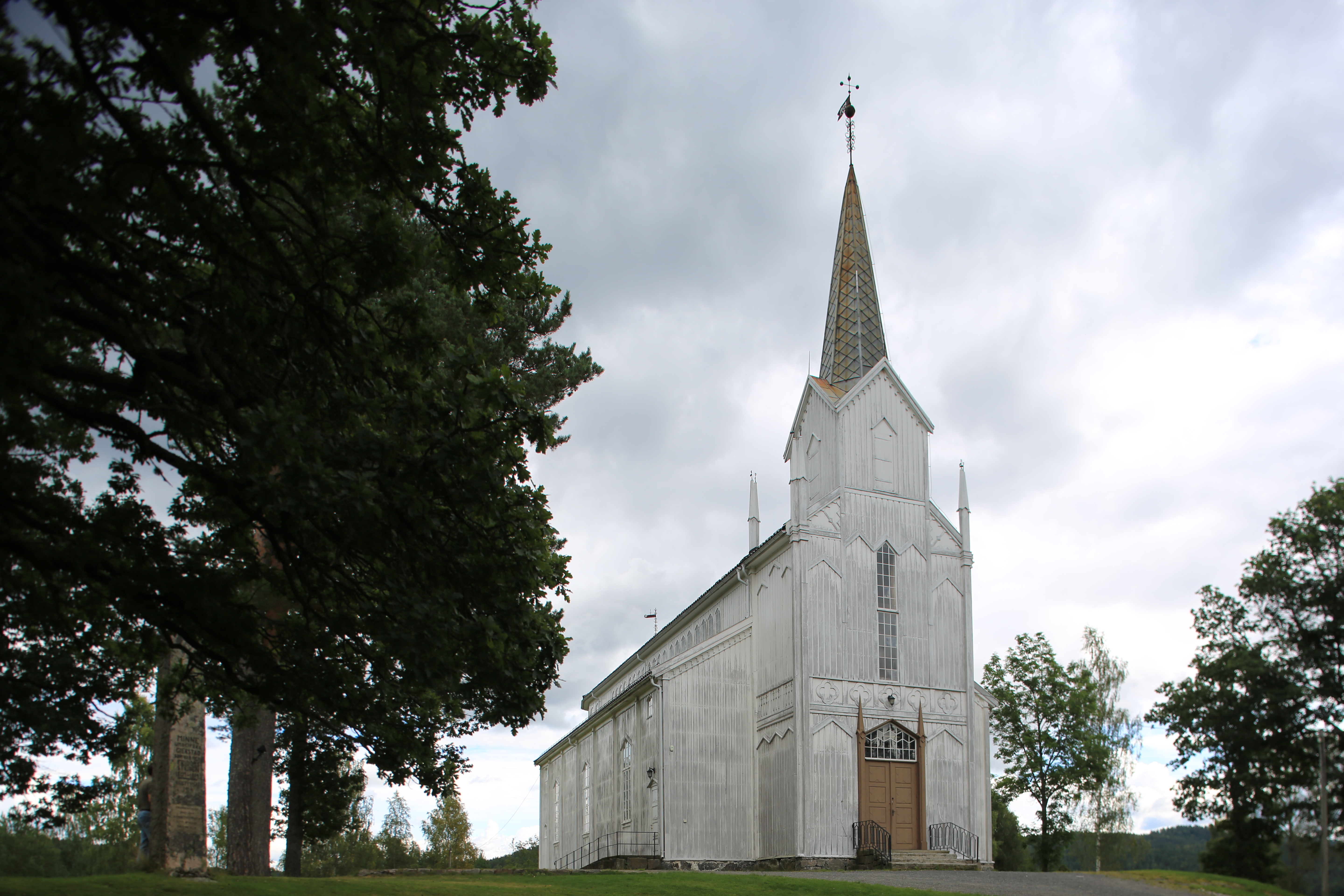
De kerk van Gjerstad

Het dorp Gjerstad heeft een houten kerk uit 1848. De kerk, met onder meer een kerkklok uit 1672 gegoten in Amsterdam, is in 2004 gerestaureerd en in de oorspronkelijke staat teruggebracht. Het dorp ligt aan Sørlandsbanen, de spoorlijn tussen Oslo en Kristiansand, en heeft een station uit 1935.
Arendal · Birkenes · Bygland · Bykle · Evje og Hornnes · Farsund · Flekkefjord  · Froland · Gjerstad · Grimstad · Hægebostad · Iveland · Kristiansand · Kvinesdal · Lillesand · Lindesnes · Lyngdal · Risør · Sirdal · Tvedestrand · Valle · Vegårshei · Vennesla · Åmli · Åseral 

Fylker van Noorwegen